# Documenti umani
Documenti umani è una raccolta di racconti di Federico De Roberto, pubblicata per la prima volta nel 1888.

## Racconti
- Documenti umani
- Il passato
- Una dichiarazione
- Il ritratto del maestro Albani
- Studio di donna
- Il sacramento della penitenza
- Un caso imprevisto
- Donato del Piano
- La morta
- Le due facce della medaglia
- Una voce
- Epilogo
- L'orgoglio e la pietà

## Critica
Documenti umani è la seconda raccolta di racconti di Federico De Roberto dopo La sorte del 1886. Scopo della raccolta è raccogliere documenti sulla strana psicologia degli uomini secondo i dettami della scuola di Paul Bourget. Secondo Carmelo Sgroi, «l'intento di scoprire una realtà diversa dalle forme esteriori e dai sentimenti domina sempre l'arte del De Roberto, che difficilmente riesce a sottrarsi al meccanismo delle tesi, sebbene in più di un racconto la vivace rappresentazione riveli sempre la maturità raggiunta dal narratore». Secondo Sandro Briosi, «lo stampo romantico di queste pagine si rivela nella prosa dal ritmo estenuato e troppo curato, nell'indagine psicologica irrealisticamente compiaciuta dell'accentuazione degli elementi più esteriori e vistosamente drammatici, nell'indefinitezza dei contorni di figure ed ambienti, più che da un contatto diretto con la realtà presi da moduli astratti ma molto graditi al grosso pubblico di allora». Queste caratteristiche saranno più evidenti nel romanzo Ermanno Raeli del 1889.

## Edizioni
- Documenti Umani, Milano: Fratelli Treves Editori, 1888
- Documenti umani, II edizione: Milano: Fratelli Treves, 1889
- Documenti umani, III edizione: Milano: Fratelli Treves, 1890
- Documenti umani, IV edizione: Milano: Casa editrice Galli di C. Chiesa, F.lli Omodei-Zorini e F. Guindani, 1896
- Documenti Umani, VII edizione, Milano: Casa Editr. Galli di Baldini, Castoldi e C., 1898
- «Documenti Umani» (parziale). In: F. De Roberto, Romanzi novelle e saggi; a cura di Carlo A. Madrignani, Collezione I Meridiani, Milano: Arnoldo Mondadori Editore, 1984, pp. 1452-82; Nelle pp. 1627-40 la prefazione in forma di lettera indirizzata al Dott. Emilio Treves che costituiva la prefazione di De Roberto all'edizione Treves 1888, ISBN 88-04-21988-2
- Documenti umani; introduzione a cura di Antonio Di Grado; in appendice: Prefazione di De Roberto all'edizione Treves 1888, Roma: BAE, 2009, ISBN 978-88-96289-00-6